# Sarah (Argentina)
Sarah é uma localidade na província de La Pampa, do departamento Chapaleufú, na Argentina.